# Oleshky
Oleshky (do ucraniano: Оле́шки; em russo: Алёшки), anteriormente conhecida como Tsiurupynsk de 1928 a 2016, é uma cidade no Raion de Quérson, no Oblast de Quéson, no sul da Ucrânia, localizada na margem esquerda do rio Dnipro, ao sul da cidade de Solontsi. É a cidade mais antiga da oblast e uma das mais antigas do sul da Ucrânia. É conhecida por sua proximidade com o Areal Oleshky, uma extensa região desértica. Em 2022, tinha uma população de 24.124 habitantes.

## Statusadministrativo
Até 18 de julho de 2020, Oleshky era o centro administrativo do Raion de Oleshky. O raion foi abolido em julho de 2020 como parte da reforma administrativa da Ucrânia, que reduziu o número de raions no Oblast de Quérson para cinco. A área do Raion de Oleshky foi incorporada ao Raion de Quérson.

## Geografia
A cidade está localizada no sul da Ucrânia. O rio Konka atravessa a cidade antes de desaguar no rio Dnipro. As Areias de Oleshky estão localizadas em proximidade próxima à cidade.

## História
A cidade de Oleshia é conhecida desde o século XI, quando era parte do Principado de Quieve, mas a área em si é conhecida desde a antiguidade. Heródoto mencionou florestas citas na foz do rio Dnipro no século V a.C., que eram chamadas de "Oleshye" (do termo eslavo para floresta) pelos eslavos. A cidade, que surgiu mais tarde, recebeu o nome da área, e a forma posterior do nome, Oleshky, também está relacionada.
Oleshky foi ocupada por tropas alemãs em 10 de setembro de 1941. No final de setembro ou início de outubro de 1941, cerca de 800 judeus de Oleshky e arredores foram assassinados em um local a leste da cidade. Em 1943, as crianças de casamentos mistos entre judeus e não-judeus foram assassinadas em Oleshky.
Em 24 de fevereiro de 2022, Oleshky foi ocupada pelas forças russas na invasão da Ucrânia pela Rússia de 2022. Em 14 de abril de 2022, as forças russas retiraram a bandeira da Ucrânia da prefeitura e a substituíram por uma bandeira russa. As forças russas se retiraram da cidade de Quérsone da parte da região ao norte do rio Dnieper em novembro de 2022. O Centro Nacional de Resistência da Ucrânia relatou em dezembro de 2022 que todos os colaboradores russos haviam deixado Oleshky. Em 20 de março de 2023, os ocupantes russos reinstalaram o nome "Tsiurupynsk" para a cidade; a razão dada foi que isso fazia parte do processo de reverter as mudanças de nome feitas após o golpe de Estado em Kiev.
Em junho de 2023, Oleshky foi quase completamente inundada como resultado da destruição da Barragem de Kakhovka, com a água atingindo o nível dos telhados de muitos prédios.